# Halle (Architektur)

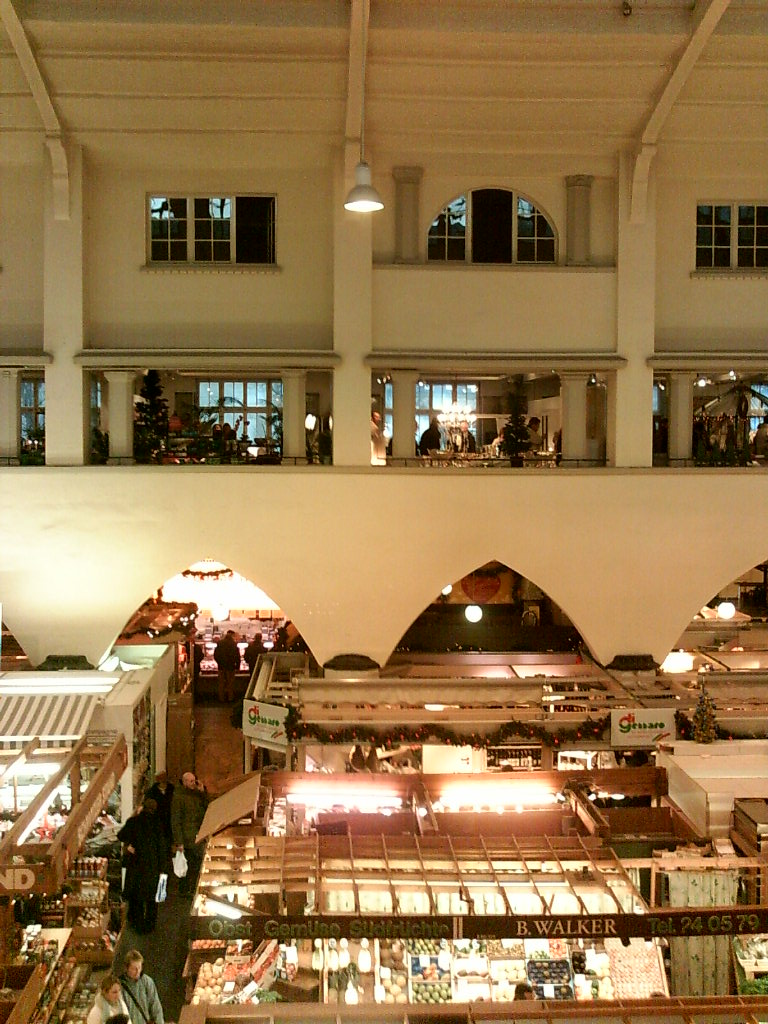
Markthalle Stuttgart

Eine Halle ist in der Architektur ein großer Raum mit meist mehr als eingeschossiger Höhe und überwiegend besonderer Nutzung – innerhalb eines Gebäudes oder einer Gemeinde. Die Halle kann untergeordneter Bestandteil eines Gebäudekomplexes sein (z. B. Empfangshalle) oder wesentlicher Bestandteil dessen (Markthalle, Montagehalle). Als öffentlicher Raum übernimmt die  Halle die Funktion der antiken Agora.
Die noch heute oft heizungslos konzipierte Halle ist von dem beheizten Saal zu unterscheiden, aber auch von der kleinen, schlecht bzw. nicht beheizbaren Kammer oder der beheizbaren Stube.

## Bautypen

Halle der Weltausstellung Paris 1889

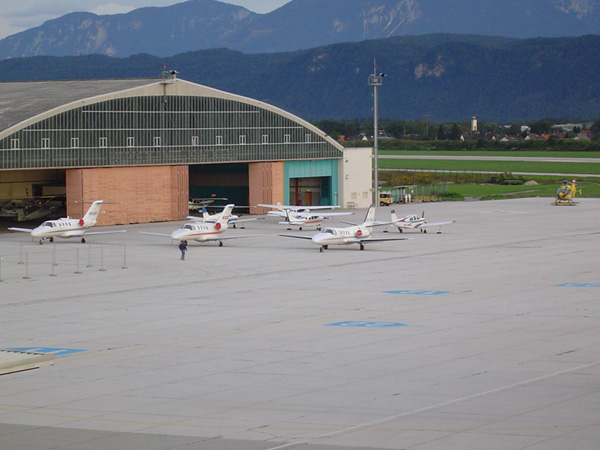
Hangar vom Flughafen Klagenfurt

Nach ihrer Funktion können verschiedene Bautypen unterschieden werden:
- Verteiler-, Empfangshalle oder Bahnhofshalle (Foyer) zur horizontalen Erschließung eines Gebäudes (s. Museen und Bahnhöfe)
- Treppenhalle zur vertikalen Erschließung eines Gebäudes (s. Gerichts- und Verwaltungsgebäude)
- Stadt- und Gemeindehallen zur Versammlung der Bürger bei Veranstaltungen meist in Form von Mehrzweckhallen (mit oder ohne Bestuhlung, und unterteilbar)
- temporäre Fest- und Jahrmarktshallen sind meist Fliegende Bauten, die nach der jeweiligen Veranstaltung wieder demontiert werden (Beispiel: Oktoberfest).
- Sporthallen und Schulaulen werden mit beweglicher oder fester Tribünenbestuhlung/Bühne und notwendigen Nebenräumen hergerichtet.
- Kongress- und Parlamentshallen (Säle) sind meistens wie Theater oder Kinos mit festen Rängen und Sitzplatzreihen bestuhlt.
- Glashallen bestehen in ihrer Außenhaut überwiegend aus transparenten Flächen (Beispiele: Botanische Gärten, die zu einem Freizeitpark umgebaute Cargolifterhalle Tropical Islands in Halbe bei Berlin)
- Kirchenhallen sind eine Sonderform der Versammlungshalle mit fester Bestuhlung.
- Markt- und Kaufhallen dienen der witterungsgeschützten Abwicklung von Kaufgeschäften meist mit Auslagetischen, Tresen oder Verkaufsbuden zwischen Erschließungsgängen eingerichtet.
- Montage-, Fabrik- und Lagerhallen, die ihrem Zweck nach nicht der Versammlung an sich dienen, sondern der Produktion oder Lagerung von Gegenständen.

Konstruktion und innere Ausgestaltung der genannten Hallen kann ihrem Zweck und Anspruch nach sehr unterschiedlich sein, ebenso wie die verwendeten Materialien, und die technische Ausstattung (Heizung, Beleuchtung etc.).
Auch ein offenes oder halboffenes Gebäude oder Gebäudeteil, welche nur Schutz vor Regen und Sonne bietet, kann eine Halle sein. Hier sind die Begriffe Wandelhalle (Stoa, Portikus) und Vorhalle zu nennen.
In England wird der Hauptraum des Hauses hall, also Halle genannt. Hiervon leitet sich der Begriff Hotelhalle ab.
Ein besonderer Bautyp sind Traglufthallen. Diese Konstruktionen stellen kein festes Gebäude dar und werden häufig als Provisorium errichtet.

## Baugeschichte

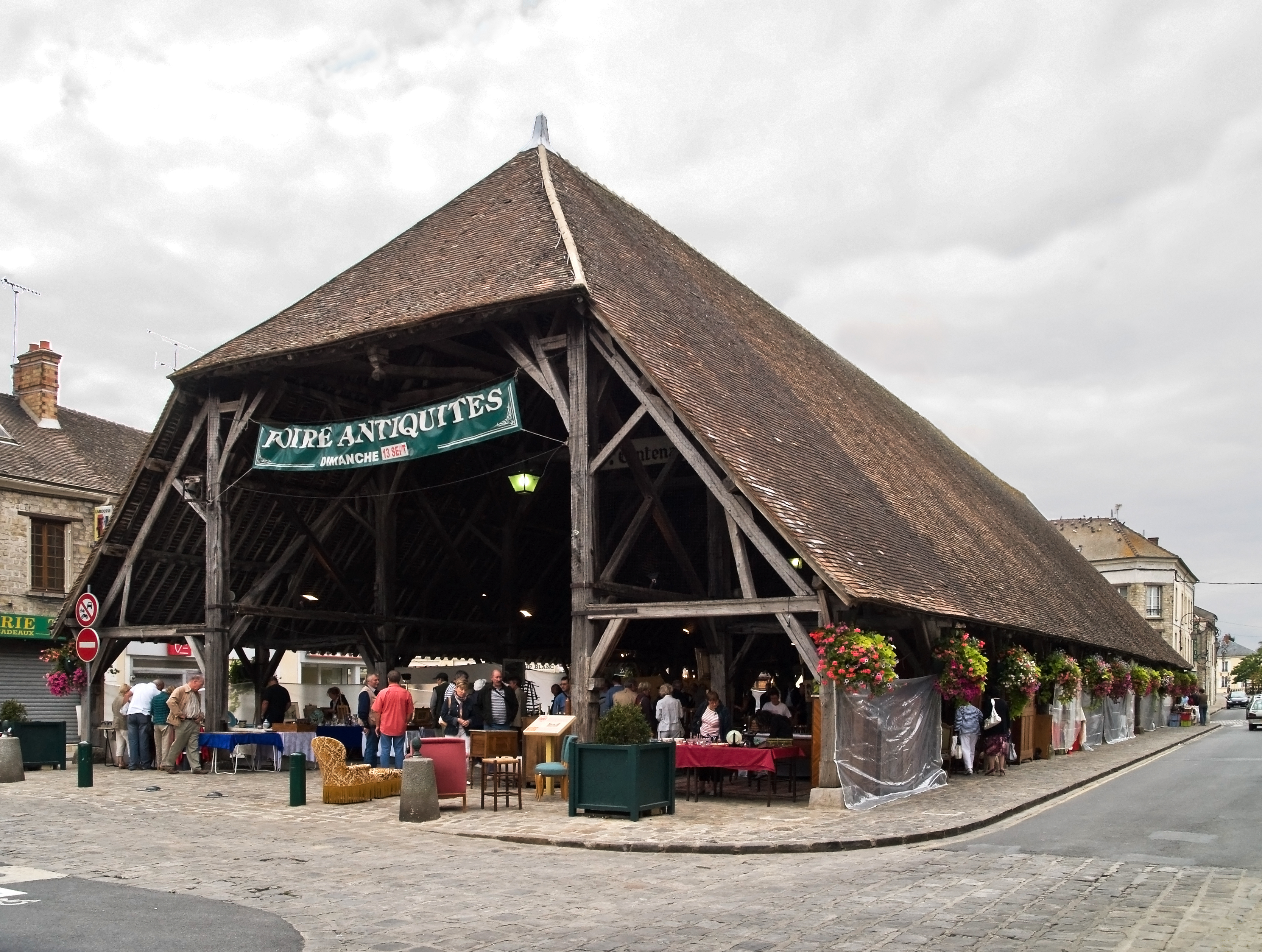
Markthalle des 15. Jahrhunderts, Milly-la-Forêt

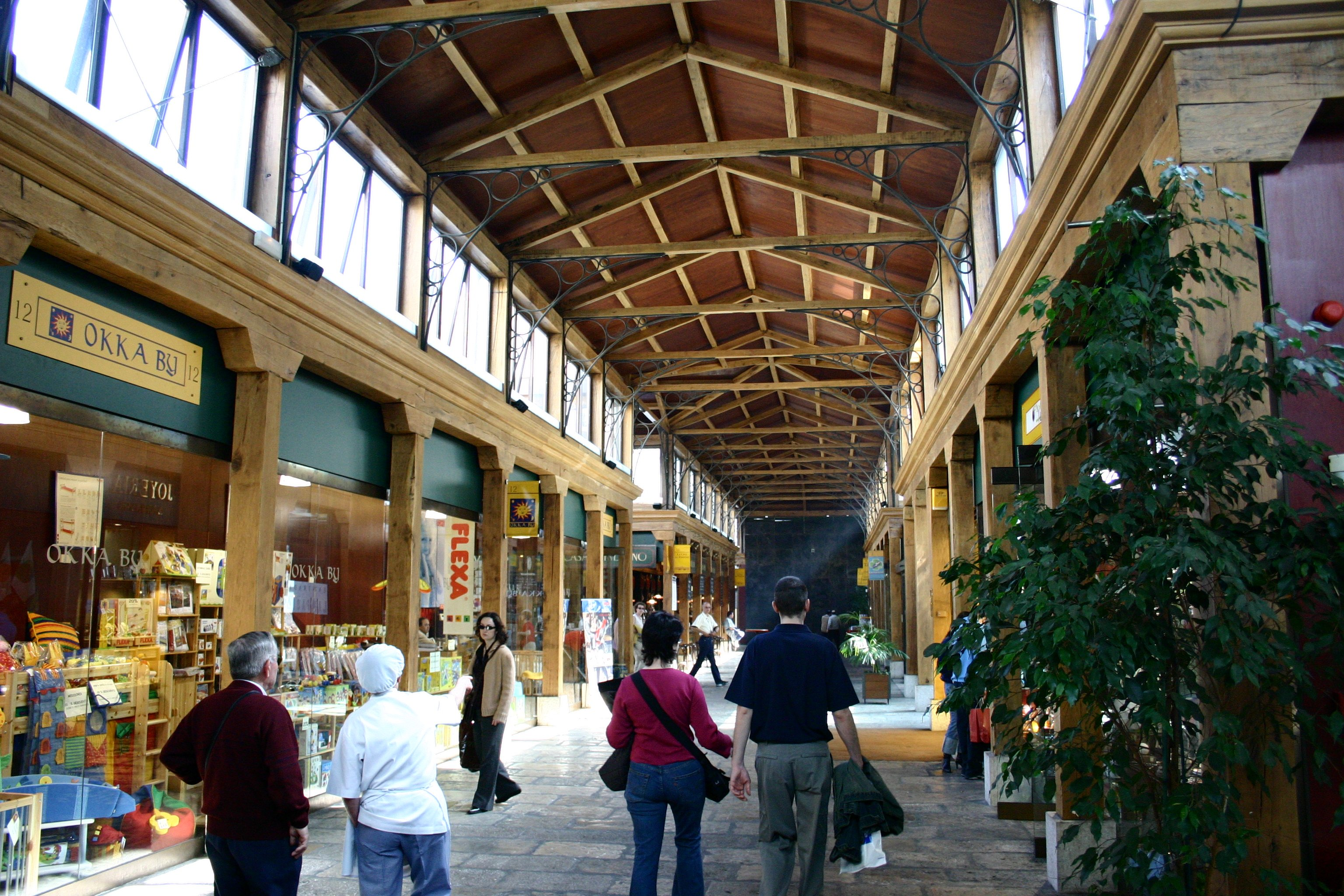
Markthalle von Santander

Da es einen höheren konstruktiven Aufwand erfordert, Räume mit größeren Deckenspannweiten zu überdecken, waren Hallen ursprünglich Gebäudekomplexen mit besonderer Funktion vorbehalten, wie Tempeln, Palästen und Klöstern. Um einen größeren Raumeindruck zu erreichen, wurden zunächst Säulenhallen (s. Kirchenschiffe) gebaut.
Als ein Beispiel einer antiken Halle kann die kaiserliche Palastaula in Trier dienen: Die bereits stützenfreie Konstantinbasilika (sie wurde erst später zur Kirche umfunktioniert und nur wegen ihres Ranges als eine Basilika bezeichnet, obwohl sie dem Bautypus einer Basilika nicht entspricht). Es handelt sich dabei um den größten heute noch existierenden umbauten Raum der Antike.
Mit der Industrialisierung begann in Europa die große Zeit der Hallenbauten, insbesondere als Endpunkte der neu entstandenen Bahnlinien. 1880 wurde am Askanischen Platz in Berlin die damals größte Hallenkonstruktion mit Eisenfachwerkbindern mit der Halle des Anhalter Bahnhofs eröffnet.

### Hallenhaus
Es handelt sich um ein Haus, das im Wesentlichen aus einem großen Raum besteht. Bodenbefunde zeigen, dass bereits Altsachsen und Langobarden im Elbraum Hallenhäuser bewohnten. Im Speziellen ist ein Hallenhaus ein Fachhallenhaus. Dies ist die Bezeichnung für die im Mittelalter aufgekommenen „Einraumhäuser“ im Nord- und Ostseeraum zwischen den Niederlanden und der Danziger Bucht, wobei die Mittelgebirge die südliche Grenzlinie bildeten. Es prägt noch heute das Erscheinungsbild vieler Dörfer des vorgenannten Raums.
Diese Bauweise von landwirtschaftlich genutzten Bauernhäuser ist volkstümlich besser bekannt als „Niedersachsenhaus“ oder auch als „niederdeutsches Hallenhaus“. Am oft reich geschmückten Fachwerkgiebel führt ein Scheunentor in den großzügigen Hauptraum (die „Diele“ oder niederdeutsch „Deele“), so dass man mit dem Heuwagen hineinfahren konnte. Zu beiden Seiten waren Verschläge für das Vieh und in der Mitte gab es eine Luke zum Heuboden. Am Ende der Diele bilden zwei Seitentüren die Querachse des Hauses. Hier befand sich in der Mitte einer Querwand die Feuerstelle. Davor, und zur Diele offen, lag der zentrale Lebens- und Arbeitsraum der Bauernfamilie, das „Flett“. Im rückwärtigen Bereich befand sich die gute Stube sowie Schlafkammern mit Alkoven. Ein ähnlicher Typ ist der Haubarg, der auf der Halbinsel Eiderstedt vorkommt.
Der große Vorteil dieses Haustyps war, dass das Vieh mit seiner Körperwärme zur Heizung des Wohnhauses im Winter beitrug. Allerdings war das Flett nur schlecht beleuchtet und von den Ausdünstungen der Tiere geprägt – und verräuchert, denn ursprünglich hatten die Feuerstellen keinen Kamin, sondern der Rauch zog durch das Reetdach ab.

### Hallenkirche

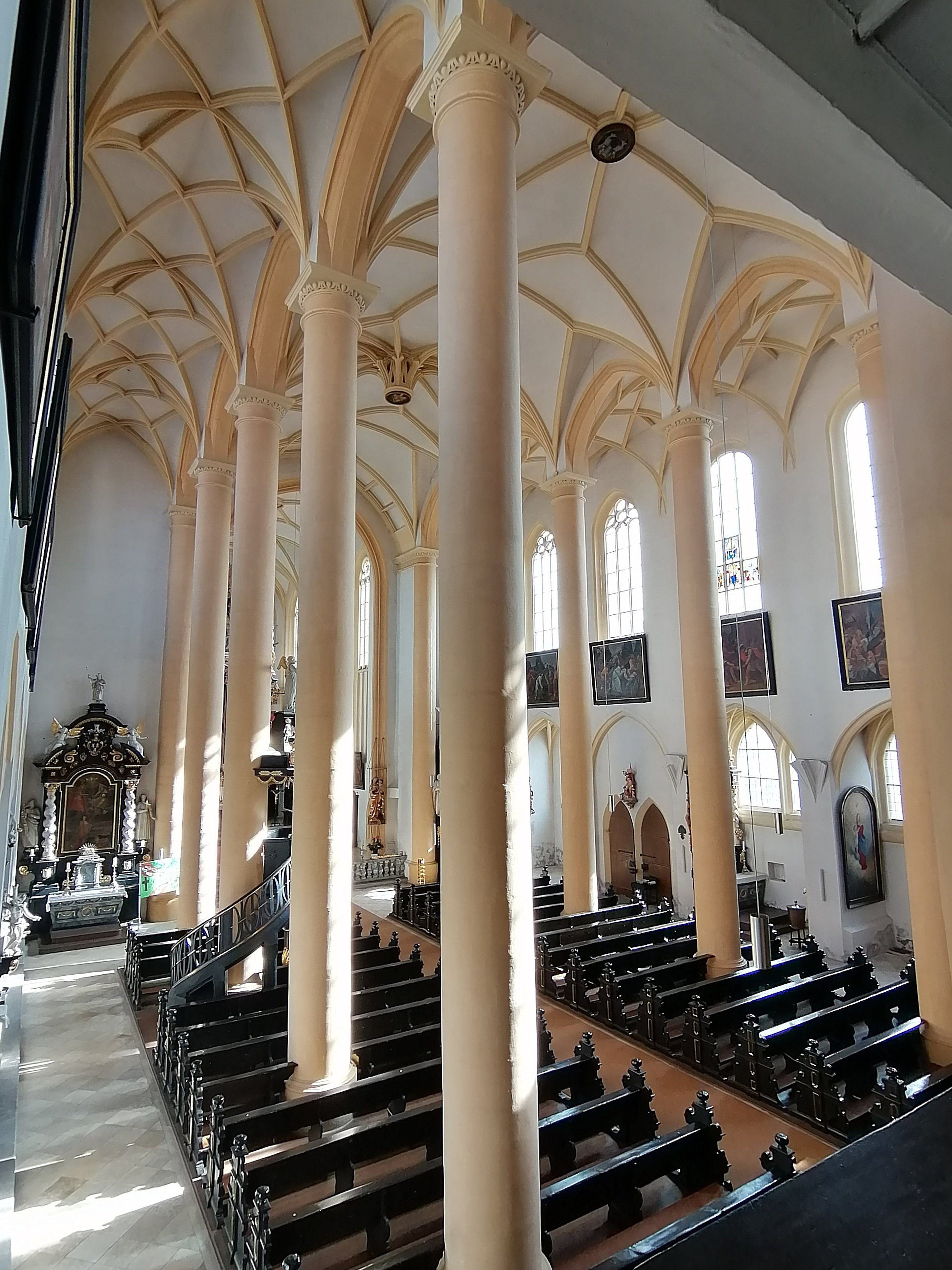
Dreischiffige Hallenkirche (St. Vitus, Iphofen)

Neben Saalkirche, Basilika und Zentralbau bildet der Bautyp Hallenkirche einen der Grundtypen des christlichen Kirchenbaus in Europa. Er ist gekennzeichnet durch die Gestalt des Langhauses, dessen Schiffe von gleicher oder annähernd gleicher Höhe und meist unter einem gemeinsamen Dach vereinigt sind.

## Moderne Hallen

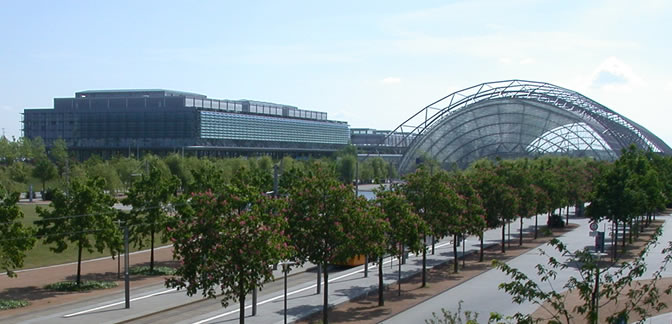
Leipziger Messe

Durch die Industrielle Revolution wurde der Bautyp der Halle grundlegend verändert. Die Entwicklung des Stahlbaus und Stahlbetonbaus sowie die Anwendung der Fachwerkkonstruktionen mit diesen Baustoffen machten es möglich, große stützenfreie Räume zu schaffen.
Eindrucksvolles Beispiel einer Stahl-Glas-Hallenkonstruktion war der Crystal Palace auf der Weltausstellung 1851 in London.

### Fabrik- oder Industriehalle
Für die Fabrikation maschinell erzeugter Produkte wurden seit dem 18. Jahrhundert immer größere Räume in Fabrikgebäuden benötigt. Mit dem Fagus-Werk des Architekten Walter Gropius in Alfeld (Leine) entstand 1911 ein Leitbild einer modernen Industriehalle. Auch die AEG-Turbinenhalle in Berlin von Peter Behrens (1909) setzte Maßstäbe für die Neudefinition des Gebäudetypus „Halle“.
Die größten Hallen sind die Montagehallen der Werften, Flugzeug-Hersteller und der NASA. Sie werden auch Hangar genannt.
Die Industrie- und Gewerbegebieten unserer Städte sind geprägt durch verschiedenartige Gewerbe- und Lagerhallen, die oft mit standardisierten Fertigteilen errichtet werden (siehe auch Produktionshalle).

### Lagerhalle
Sie dienen der Lagerung von Rohstoffen, Halbzeugen und Fertigwaren, also Gütern aller Art. In der modernen Logistik spielen verkehrsgünstig gelegene Standorte für Speditionen eine betriebswirtschaftliche Rolle, hier wird Handelsware gelagert, die gegen Bezahlung transportiert wurde oder werden soll (Umschlag).

Eine besondere Form ist das vollautomatisierte Hochregallager.

## Beispiele

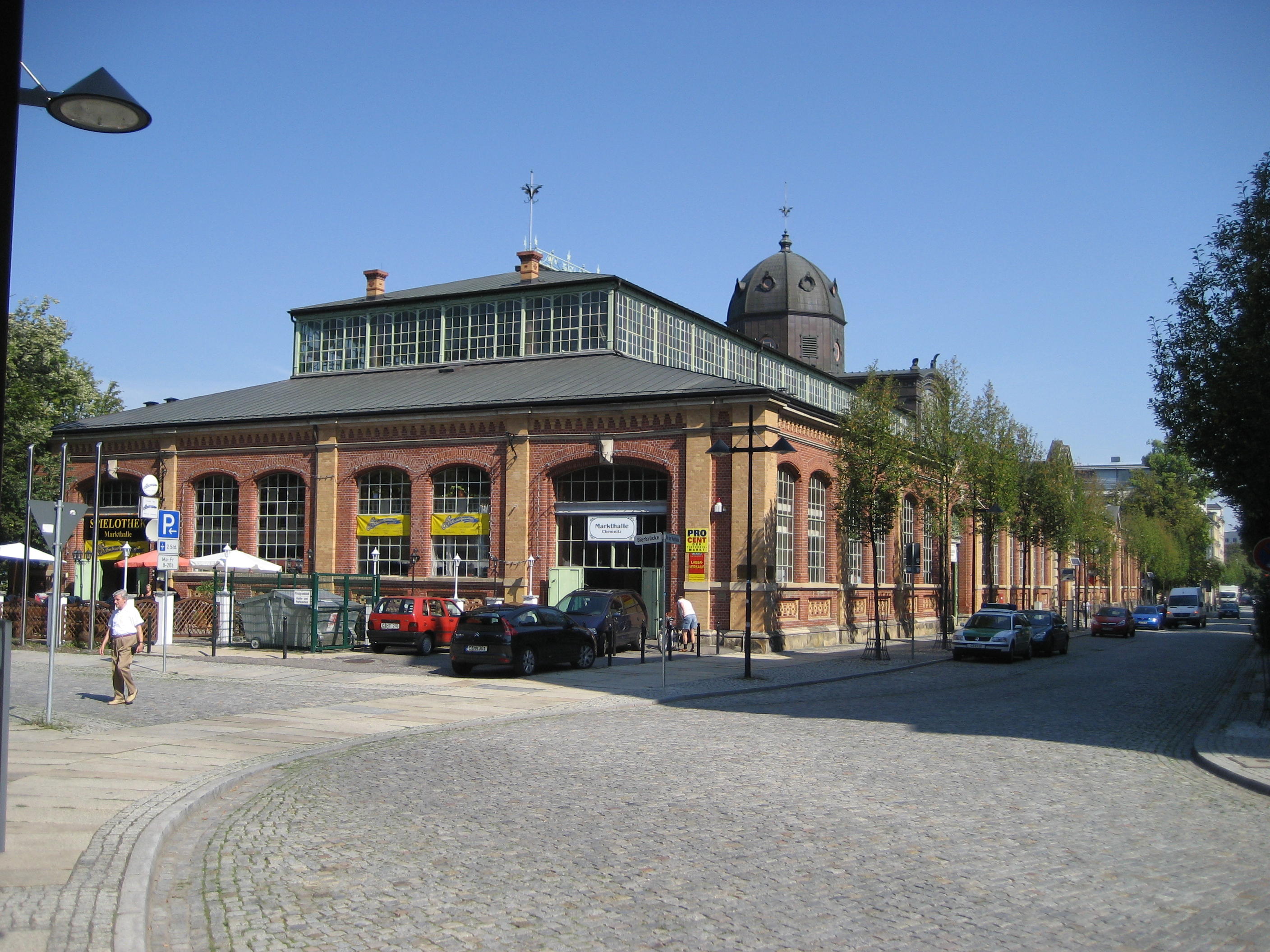
Markthalle (Chemnitz)

### Markthalle

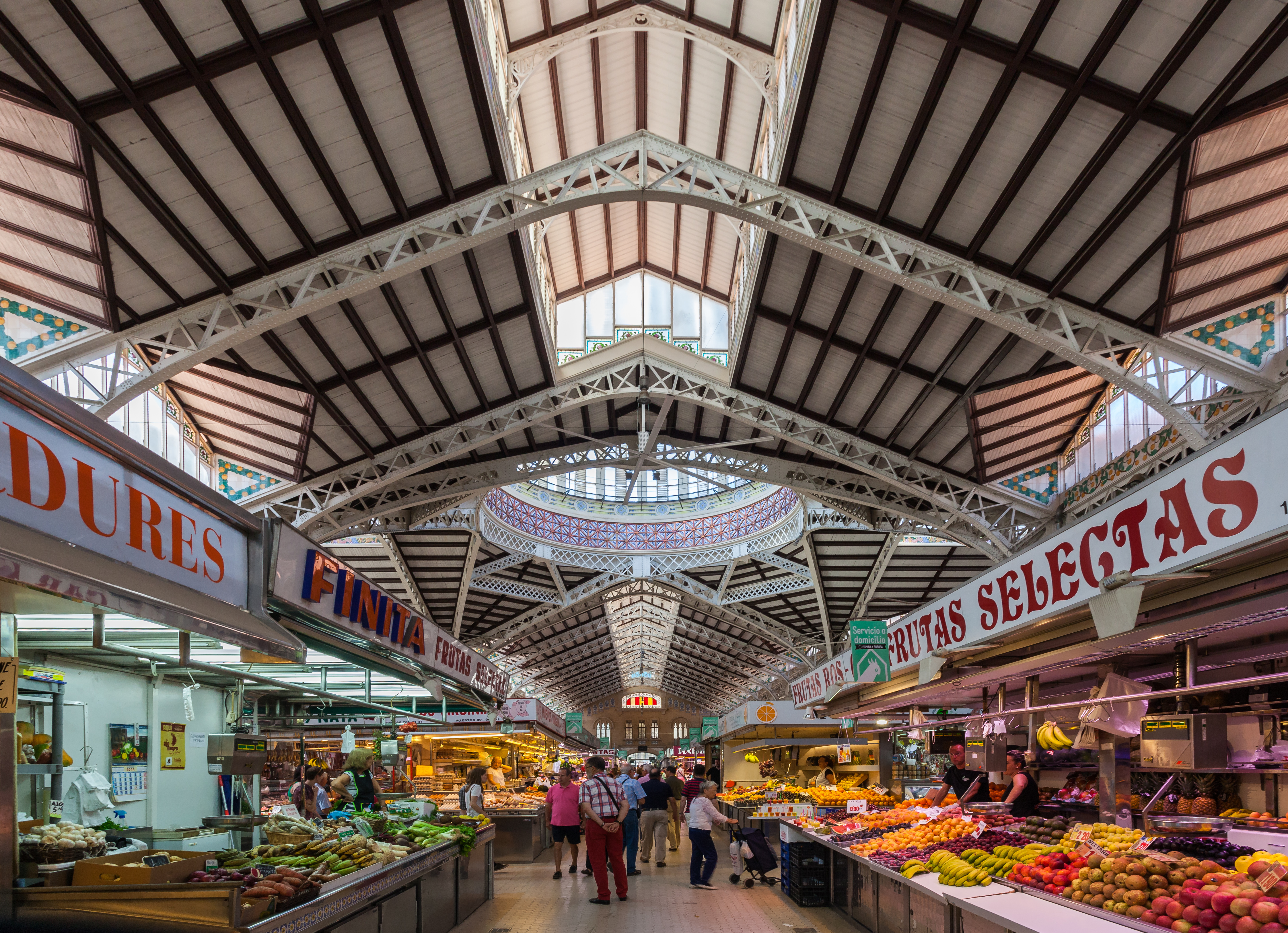
Zentralmarkt in Valencia

Märkte wurden im Mittelalter und der frühen Neuzeit entweder im offenen Untergeschoss eines Rathauses, in einer eigens dafür errichteten offenen Fachwerkkonstruktion (eben der Markthalle) oder in sogenannten Schmetterhäusern abgehalten. Einige bedeutende erhaltene Bauwerke aus dieser Zeit sind noch in der Bretagne zu finden. Mit der Entstehung von Großmärkten in der Gründerzeit entwickelten sich Großmarkthallen in der Bauform der Halle oder des Pavillons.
Eine Sonderform der Markthalle sind Großmarkthallen, die der Versorgung regionaler Großverbraucher und Einzelhändler mit Frischware dienen.

### Kunsthallen
- Deichtorhallen, Hamburg

### Veranstaltungshalle

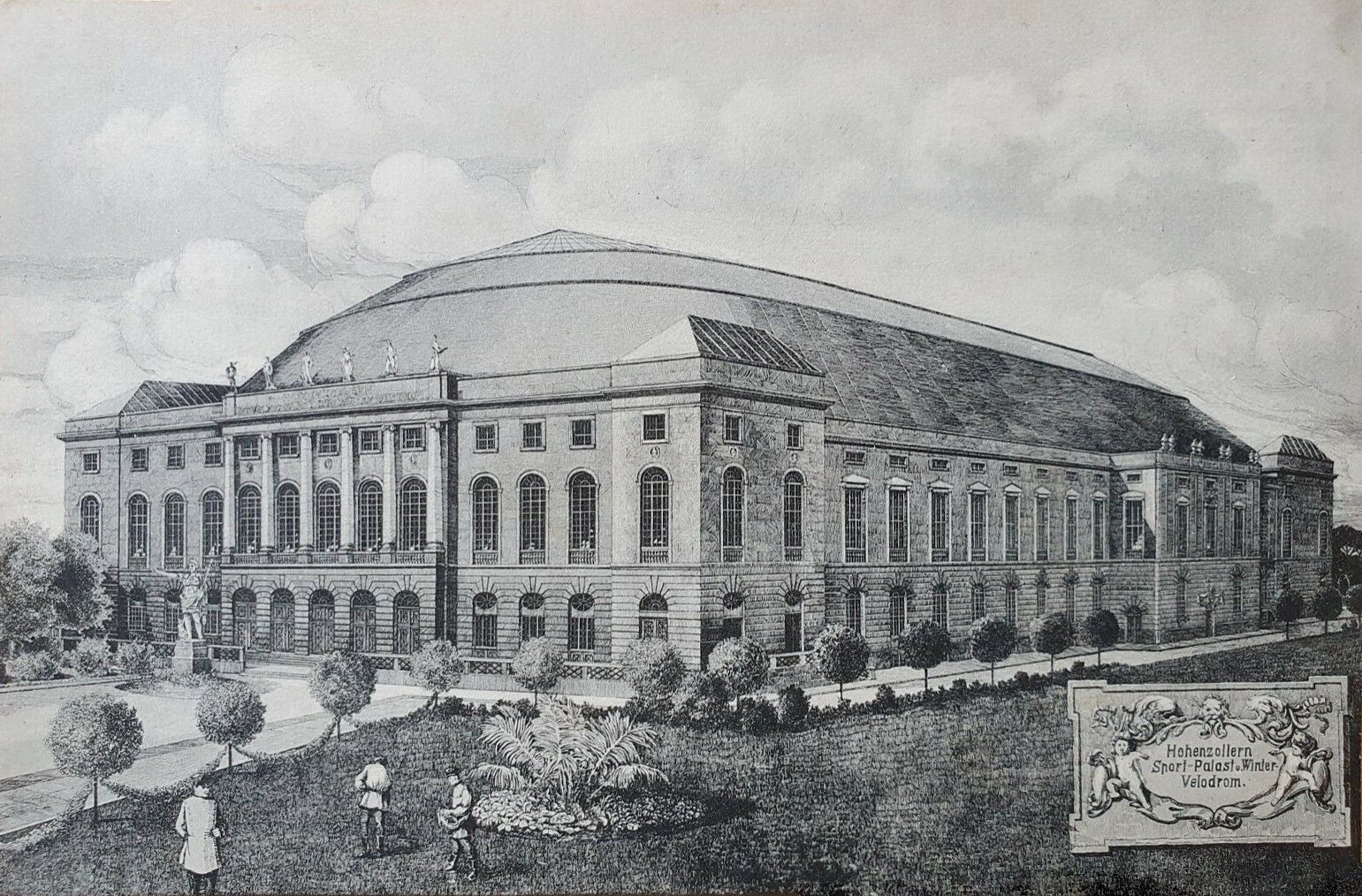
Berliner Sportpalast (1910)

- Große Halle des Volkes, Peking
- Carnegie Hall
- Queen’s Hall, London
- Royal Albert Hall
- Boardwalk Hall

### Sporthallen
Turnhalle, Reithalle, Hallenbad, Kletterhalle
Siehe auch: Liste der größten Hallen in Deutschland

### Bahnhofshalle
- Berlin Hauptbahnhof, die „abgeschnittene Wurst“[2]
- Leipzig Hauptbahnhof
- München Hauptbahnhof
- Stuttgart Hauptbahnhof

### Hallen für elektrische Anlagen

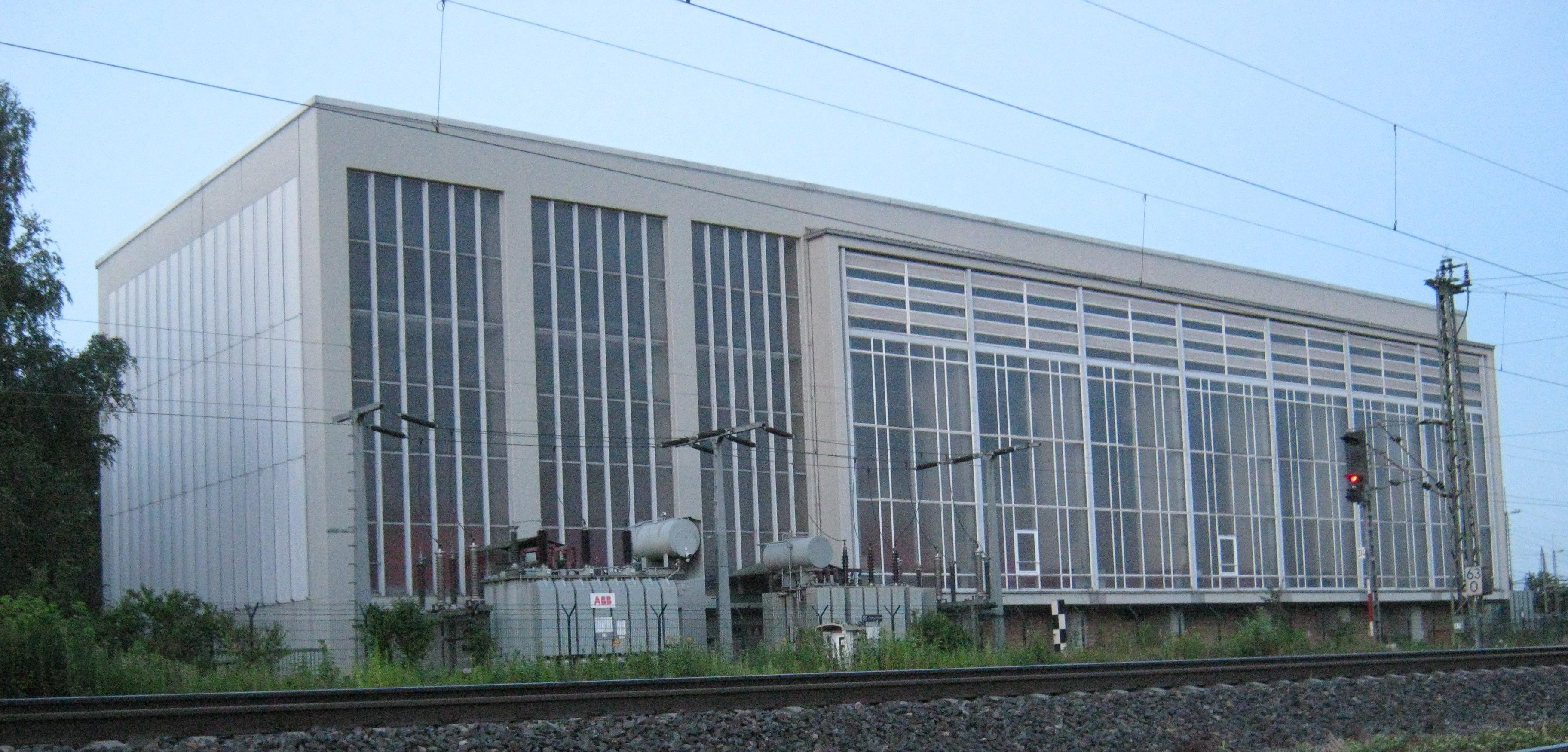
Maschinenhalle des Bahnstrom-Umformerwerk Karlsruhe

In Städten befinden sich Umspann- und Schaltwerke in der Regel aus ästhetischen Gründen meistens in Hallen. Auch die Anlagen für Hochspannungs-Gleichstrom-Übertragung (HGÜ) sind meistens in speziellen Stromrichterhallen untergebracht. Bei Kraftwerken befinden sich die Turbinen und Generatoren in der Turbinenhalle, die bei manchen Kraftwerken in Osteuropa eine beachtliche Länge annehmen kann (so ist die Turbinenhalle des einstigen Kernkraftwerks Lubmin etwa einen Kilometer lang). Bei manchen Wasserkraftwerken ist die Turbinenhalle unterirdisch gelegen.
Umformer zur elektromechanischen Umformung von Elektroenergie, zum Beispiel in Bahnstrom-Umformerwerken befinden sich ebenfalls in Hallenbauten.

## Umnutzung alter Hallen

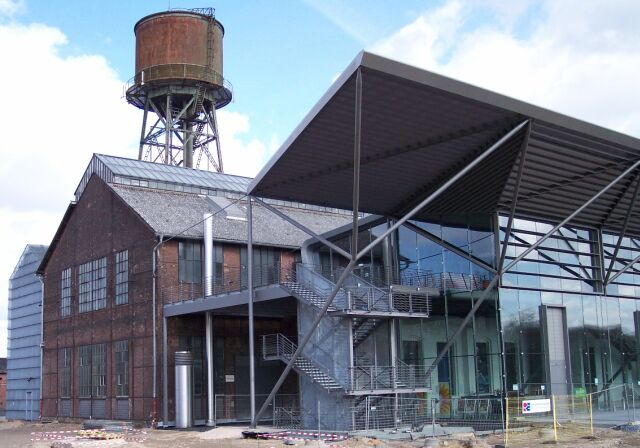
Die Jahrhunderthalle in Bochum

Mit den strukturellen Entwicklungen in der Wirtschaft und Industrie der letzten Jahrzehnte wurden viele leerstehende Fabrik-, Industrie- oder Lagerhallen zu Veranstaltungshallen umgenutzt.
- Rote Fabrik in Zürich
- Dampfzentrale Bern und die Reithalle in Bern
- Jahrhunderthalle in Bochum

## Rekorde
Die größte Halle der Welt (nach Grundfläche und Volumen) ist das Boeing-Werk Everett des Flugzeugbauers Boeing in Everett (USA), in dem u. a. die Boeing 747 gebaut wird. Es ist 39,8 Hektar bzw. 13,3 Millionen Kubikmeter groß.
Die größte freitragende Halle der Welt ist das Aerium, die ursprünglich für die Cargolifter AG als Werfthalle für Luftschiffe gebaut wurde und heute den Freizeitpark Tropical Islands beherbergt. Dieses kunststoffüberzogene Bauwerk ist 360 Meter lang, 210 Meter breit, 107 Meter hoch und umschließt 5,5 Millionen Kubikmeter.